# هری پاتر: یک تاریخچه جادو
هری پاتر: یک تاریخچه جادو، نمایشگاهی از آثار باستانی جادویی به معنی واقعی کلمه می‌باشد و در کنار آثار باستانی از توسعه مجموعه کتاب تخیلی هری پاتر جی.کی. رولینگ ارائه شده‌است. این نمایشگاه در ابتدا به عنوان بخشی از جشن‌های بیستمین سالگرد انتشار هری پاتر و سنگ جادو، در کتابخانه بریتانیا در سال ۲۰۱۷ افتتاح شد. همچنین از طریق پلت فرم Google Arts به‌صورت آنلاین در دسترس است و در انجمن تاریخی تاریخی نیویورک از آغاز اکتبر سال ۲۰۱۸ ارائه شد. دو انتشار رسمی، هری پاتر: یک تاریخچه سحر و جادو و هری پاتر: سفری از طریق تاریخچه سحر و جادو، به همراه یک مستند تلویزیونی بی‌بی‌سی، همراه با این نمایشگاه ساخته شده‌اند.

## نمایشگاه‌ها

### نمایشگاه کتابخانه انگلیس
این نمایشگاه در کتابخانه انگلیس از ۲۰ اکتبر ۲۰۱۷ تا ۲۸ فوریه ۲۰۱۸ برای عموم آزاد بود. کتابخانه انگلیس همچنین نمایشگرهای کوچکتر را در همین موضوع در ۲۲ کتابخانه در سراسر انگلستان نصب کرد. نمایشگاه بریتانیا همکاری بین کتابخانه بریتانیا، بلومزبری (ناشر مجموعه هری پاتر در انگلستان) و نویسنده جی. کی رولینگ بود. از میان آثار باستانی واقع در جهان، یک پیمایش ریپلی (که روند ساخت سنگ فیلسوف را توصیف می‌کند) و سنگ بنای نیکلاس فلامل بود. مواردی که مربوط به داستان جادوگری تخیلی رولینگ است شامل پیش نویس‌های اصلی کتاب‌های هری پاتر و کارهای هنری اصلی توسط رولینگ بود. این آثار باستانی درمورد مباحث کلاس (مانند گیاه‌شناسی و مراقبت از موجودات جادویی) ارائه شده در هاگوارتز، یک مدرسه جادوگران که در سریال هری پاتر نمایش داده شده بود، برگزار شد.

### نمایشگاه هنر و فرهنگ گوگل
در تاریخ ۲۷ فوریه ۲۰۱۸، دقیقاً هنگامی که کتابخانه انگلیس در حال آماده‌سازی برای بسته شدن نمایشگاه اصلی بود، گوگل با استفاده از سکوی گوگل فرهنگ و هنر خود، این نمایشگاه را به صورت آنلاین در دسترس جهانی قرار داد. این نمایشگاه آنلاین تفریحی تعاملی از نسخه کتابخانه بریتانیا از این نمایشگاه، از جمله تصاویری از آثار باستانی مشابه می‌باشد.

### نمایشگاه جامعه تاریخی نیویورک
نسخه این نمایشگاه تاریخی انجمن نیویورک در ۵ اکتبر ۲۰۱۸ (تا ۲۷ ژانویه ۲۰۱۹) در نیویورک سیتی افتتاح شد، به عنوان بخشی از جشن‌های ۲۰مین سالگرد انتشار هری پاتر و سنگ جادوگر در ایالات متحده. در حالی که برخی از آثار باستانی مشابه از نمایشگاه بریتانیا به نمایش گذاشته شد، مواد اضافی مربوط به سحر و جادو واقعی در قاره آمریکا نشان داده شد. شرکت اسکولاستیک (ناشر سریال هری پاتر در ایالات متحده) در این نمایشگاه همکاری داشت و آثار باستانی مربوط به انتشار سریال در آمریکا به نمایش گذاشته شد.

## انتشارات همراه

### هری پاتر: تاریخچه جادو
نسخه بلومزبری از هری پاتر: تاریخچه ای از جادو (شابک ‎۹۷۸۱۴۰۸۸۹۰۷۶۹) یک کتاب گالینگور ۲۵۶ صفحه ای است که به سمت خوانندگان قدیمی تر (بر خلاف انتشار رسمی دیگر این نمایشگاه) تنظیم شده‌است. این کتاب به عنوان همراهی در نمایشگاه، شامل تصاویر و توضیحات مربوط به ۱۵۰ اثر هنری است که در نمایشگاه انگلیس به نمایش گذاشته شده‌است و همچنین مقالات کوتاه مقایسهای سحرآمیز با کلمات واقعی با آنهایی که در سریال هری پاتر موجود است. شامل تصاویر چند اثر هنری رولینگ و چند صفحه پیش نویس برای کتابهای مختلف هری پاتر است. مانند نمایشگاه، این کتاب بر اساس کلاس‌ها در هاگوارتز به فصول تقسیم می‌شود. این نمایشگاه در ۲۰ اکتبر ۲۰۱۷ و همزمان با افتتاح نمایشگاه در کتابخانه بریتانیا منتشر شده‌است و در انگلستان در دسترس است. با انتشار کتاب فیزیکی، یک نسخه کتاب الکترونیکی (شابک ‎۹۷۸۱۷۸۱۱۰۹۴۷۲) توسط منتشر شد هری پاتر. پاترمور همچنین نسخه کتاب الکترونیکی پیشرفته‌ای را که از طریق آی‌بوکس اپل در دسترس است منتشر کرد. در ۱۸ اکتبر ۲۰۱۸ بلومزبری نسخه نرم‌افزاری از این کتاب را منتشر کرد (شابک ‎۹۷۸۱۵۲۶۶۰۷۰۷۲).
یک نسخه علمی (شابک ‎۹۷۸۱۳۳۸۳۱۱۵۰۱) در اکتبر سال ۲۰۱۸ و همزمان با افتتاح نمایشگاه در انجمن تاریخی نیویورک منتشر شد و در ایالات متحده موجود است. با انتشار کتاب فیزیکی، یک نسخه الکترونیکی کتاب الکترونیکی (شابک ‎۹۷۸۱۷۸۱۱۰۲۵۹۶) توسط منتشر شده‌است. نسخه علمی این نشریه اصلاح شده‌است تا همزمان با آثار باستانی نمایش داده شده در نمایشگاه نیویورک.

### هری پاتر: سفری در طول تاریخ جادو
نسخه بلومزبری از هری پاتر: سفری از طریق تاریخ جادو (شابک ‎۹۷۸۱۴۰۸۸۹۰۷۷۶) یک کتاب نرم‌افزاری ۱۴۴ صفحه ای است که به سمت مخاطبان جوان تر طراحی شده‌است. این کتاب همچنین شامل تصاویر و توصیفات آثار باستانی نمایش داده شده در نمایشگاه انگلیس، از جمله برخی از آثار اصلی رولینگ است، اگرچه به دلیل کوچکتر بودن آن، آثار باستانی کمتری نسبت به نسخه رسمی دیگر نمایشگاه نمایش داده شده‌است. متن این کتاب برای خوانندگان هشت سال و بالاتر نوشته شده‌است. این نمایشگاه در ۲۰ اکتبر ۲۰۱۷ و همزمان با افتتاح نمایشگاه در کتابخانه بریتانیا منتشر شده‌است و در انگلستان در دسترس است. با انتشار کتاب فیزیکی، یک نسخه الکترونیکی کتاب الکترونیکی (شابک ‎۹۷۸۱۷۸۱۱۰۹۴۹۶) توسط منتشر شده‌است.
نسخه علمی هری پاتر: سفری در طول تاریخ جادو (شابک ‎۹۷۸۱۳۳۸۲۶۷۱۰۵) همزمان با افتتاح نمایشگاه انگلیس در ۲۰ اکتبر ۲۰۱۷ در ایالات متحده منتشر شد. با انتشار کتاب فیزیکی، یک نسخه الکترونیکی کتاب الکترونیکی (شابک ‎۹۷۸۱۷۸۱۱۰۹۵۰۲) توسط منتشر شده‌است. اسکلاستیک به غیر از یک پوشش متفاوت، هیچ ویرایش عمده ای در نسخه آمریکا از این کتاب ایجاد نکرد.

### هری پاتر: تاریخچه جادو (مستند تلویزیونی)
بی‌بی‌سی یک مستند تلویزیونی یک ساعته با عنوان نام هری پاتر: یک تاریخچه سحر و جادو را تولید کرد که نمایشگاه بریتانیا را بررسی کرد و در ۲۸ اکتبر ۲۰۱۷ از بی‌بی‌سی دو منتشر شد. این مستند توسط ایملدا استونتون روایت شده‌است که در مجموعه هری پاتر، در نقش دلورس امبریج بازی می‌کرد. این مستند در تاریخ ۲۷ نوامبر ۲۰۱۷ در منطقه ۲ دی وی دی منتشر شد.

### کتاب صوتی
کتاب صوتی با همین نام در سال ۲۰۱۸ منتشر شد. کتاب صوتی توسط ناتالی دورمر - با اطلاعاتی از طرف متخصصان - روایت شده‌است و برخی از داستانهای پنهان در پشت جادوی دنیای واقعی را فاش می‌کند و برخی از اختراعات جادویی جی کی رولینگ را در کنار پیشکسوت‌های عامیانه، فرهنگی و تاریخی آنها کشف می‌کند.